# Simulium ethiopiense
Simulium ethiopiense es una especie de insecto del género Simulium, familia Simuliidae, orden Diptera.
Fue descrita científicamente por Fain & Oomen, 1968.